# Момент (математика)
Моме́нт поря́дка {\displaystyle k} системы материальных точек относительно начала отсчёта (лат. momentum — движущая сила, толчок, побудительное начало, от moveo — двигаю; англ. moment) — понятие механики и теории вероятностей, сумма
{\displaystyle x_{1}^{k}m_{1}+x_{2}^{k}m_{2}+\cdots =\sum _{i}x_{i}^{k}m_{i}},
где {\displaystyle m_{1},m_{2},\dots (m_{i}>0)} — массы материальных точек, которые расположены на одной прямой; {\displaystyle x_{1},x_{2},\dots } — абсциссы этих точек относительно заданного начала отсчёта на прямой.
Статический момент — момент первого порядка.
Момент инерции — момент второго порядка.
Абсолютный момент — момент, в формуле которого вместо абсцисс подставлены их абсолютные значения.
Центр, или центр тяжести, системы масс — точка прямой с абсциссой, заданной следующей формулой:
{\displaystyle {\frac {\sum _{i}x_{i}m_{i}}{\sum _{i}m_{i}}}}.
Центральный момент — момент, который вычислен относительно центра.
Любая система масс обладает следующими свойствами:
- центральный статический момент равен нулю;
- центральный момент инерции наименьший из всех моментов инерции.

Неравенство Чебышёва. Сумма масс точек, находящихся от произвольной точки {\displaystyle O} на расстоянии, большем {\displaystyle a}, не превышает момента инерции системы точек относительно точки {\displaystyle O}, разделённого на {\displaystyle a^{2}}.

## Недискретное распределение массы
Момент порядка {\displaystyle k} непрерывного распределения массы относительно начала отсчёта — абсолютно сходящийся интеграл
{\displaystyle \int _{-\infty }^{+\infty }x^{k}f(x)\,dx},
где {\displaystyle f(x)\geqslant 0} — плотность распределения массы. Все упомянутые определения и теоремы при этом сохраняют силу.
Еси же масса произвольно распределена, то суммы в выражениях для момента заменяются интегралами Стилтьеса. Именно таким путём и возник впервые интеграл Стилтьеса. Все упомянутые определения и теоремы при этом сохраняют силу.

## Теория вероятностей
В теории вероятностей абсциссы заменяются различными возможными значениями случайной величины, а массы — соответствующими вероятностями, причём сумма всех вероятностей (масс) равна 1:
- математическое ожидание данной случайной величины — момент первого порядка, который в теории вероятностей есть абсцисса центра (сумма вероятностей 1);
- дисперсия данной случайной величины — центральный момент второго порядка.

Неравенство Чебышёва чрезвычайно важно в теории вероятностей. В математической статистике моменты служат обычно основными статистическими сводными характеристиками распределений.

## Статические моменты плоской кривой

### Определения
Статические моменты точки {\displaystyle M} относительно осей {\displaystyle Ox} и {\displaystyle Oy} — произведения {\displaystyle my} и {\displaystyle mx} соответственно, где {\displaystyle m} — масса материальной точки {\displaystyle M}, имеющей координаты {\displaystyle x} и {\displaystyle y} на плоскости.
Рассмотрим спрямляемую кривую {\displaystyle AB=\{r(l),\,0\leqslant l\leqslant L\}}, где {\displaystyle l} — переменная длина дуги. Кривая {\displaystyle AB} имеет массу, причём масса её дуги прямо пропорциональна длине дуги, то есть масса дуги длиной {\displaystyle \Delta l} равна {\displaystyle \Delta m=\rho \Delta l}, где {\displaystyle \rho } — некоторая постоянная.
Линейная плотность кривой {\displaystyle AB} — коэффициент пропорциональности {\displaystyle \rho ={\frac {\Delta m}{\Delta l}}}, где дуга длиной {\displaystyle \Delta l} имеет массу {\displaystyle \Delta m}, то есть плотность кривой есть массе длины её дуги, которая приходится на единицу длины этой дуги.
Однородная кривая — кривая с линейной плотностью.
Пусть для простоты в дальнейшем {\displaystyle \rho =1}, то есть дуга длиной {\displaystyle \Delta l} имеет массу {\displaystyle \Delta l}, в частности, масса всей кривой {\displaystyle AB} равна {\displaystyle L}.
Момент кривой относительно оси — момент {\displaystyle M_{x}} ({\displaystyle M_{y}}) кривой {\displaystyle AB} относительно оси {\displaystyle Ox} ({\displaystyle Oy}) равен следующей величине:
{\displaystyle M_{x}=\int _{0}^{L}y\,dl\quad } {\displaystyle \left(M_{y}=\int _{0}^{L}x\,dl\right)}.
Центр тяжести кривой — точка плоскости {\displaystyle P(x_{0},\,y_{0})} такая, что если в ней находится материальная точка с массой {\displaystyle L} всей кривой {\displaystyle AB}, то тогда статический момент этой точки относительно любой координатной оси равен статическому моменту ей кривой относительно той же оси.
По определению получаем, что
{\displaystyle x_{0}L=M_{y},\quad } {\displaystyle y_{0}L=M_{x},}
то есть имеем следующие формулы:
{\displaystyle x_{0}={\frac {1}{L}}\int _{0}^{L}x\,dl,\quad } {\displaystyle y_{0}={\frac {1}{L}}\int _{0}^{L}y\,dl.}

### Теорема Гульдина
Теорема Гульдина. Площадь поверхности вращения кривой около некоторой не пересекающей её оси равна произведению длины этой кривой и длины окружности, которая описана центром тяжести этой кривой.
Доказательство. Сравним формулу ординаты центра тяжести кривой (непрерывно дифференцируемой без особых точек)
{\displaystyle y_{0}L=\int _{0}^{L}y\,dl}
с формулой площади поверхности вращения этой же кривой вокруг некоторой оси
{\displaystyle S=\int _{0}^{L}2\pi y\,dl},
имеем интересное соотношение
{\displaystyle S=2\pi y_{0}L},
которое и доказывает теорему.
Если у кривой известно положение центра тяжести, то тогда по теорема Гульдина легко находится площадь поверхности вращения этой кривой.

### Примеры

#### Площадь поверхности вращения окружности
Найдём площадь поверхности, полученной вращением окружности
{\displaystyle S=(x-a)^{2}+y^{2}=r^{2},\,\quad } {\displaystyle 0<r<a,}
не пересекающей ось {\displaystyle Oy}, вокруг этой оси, то есть площадь поверхности тора. Поскольку центр окружности совпадает с её центром тяжести, имеем:
{\displaystyle S=2\pi a\cdot 2\pi r=4\pi ^{2}ar},

#### Центр тяжести цепной линии
Найдём центр тяжести цепной линии, выраженной следующей формулой:
{\displaystyle y=a\operatorname {ch} {\frac {x}{a}},\quad } {\displaystyle -b\leqslant x\leqslant b.}
Цепная линия симметрична относительно оси {\displaystyle Oy}, поэтому момент
{\displaystyle M_{y}=0},
что легко доказать: выберем за начало отсчёта дуг пересечение цепной линии с осью {\displaystyle Oy}, и пусть {\displaystyle 2L} — длина цепной линии, тогда
{\displaystyle M_{y}=\int _{-L}^{L}x(l)\,dl=0},
так как {\displaystyle x(l)} — нечётная функция. И поскольку {\displaystyle 2Lx_{0}=M_{y}}, то получаем первую координату центра тяжести:
{\displaystyle x_{0}=0}.
Рассмотрим выражение для следующего момента
{\displaystyle M_{x}=\int _{-L}^{L}y\,dl},
причём
{\displaystyle 2\pi M_{x}=2\pi y_{0}L=S_{x}},
где {\displaystyle S_{x}} — площадь поверхности вращения цепной линии вокруг оси {\displaystyle Ox}, то есть площадь поверхности катеноида. Но сама по себе площадь поверхности катеноида
{\displaystyle S_{x}=\pi a\left(2b+a\operatorname {sh} {\frac {2b}{a}}\right)},
следовательно, получаем следующее уравнение:
{\displaystyle M_{x}={\frac {a}{2}}\left(2b+a\operatorname {sh} {\frac {2b}{a}}\right)}.
С другой стороны, назначенную длину цепной линии {\displaystyle 2L} легко определить по формуле
{\displaystyle 2L=\int _{-b}^{b}dl=\int _{-b}^{b}{\sqrt {dx^{2}+dy^{2}}}=\int _{-b}^{b}{\sqrt {1+y'^{2}}}\,dx=}
{\displaystyle =\int _{-b}^{b}{\sqrt {1+\operatorname {sh} ^{2}{\frac {x}{a}}}}\,dx=\int _{-b}^{b}\operatorname {ch} {\frac {x}{a}}=a\operatorname {sh} {\frac {x}{a}}{\Bigr |}_{-b}^{b}=2a\operatorname {sh} {\frac {b}{a}}},
откуда вытекает следующая формула для второй координаты центра тяжести:
{\displaystyle y_{0}={\frac {M_{x}}{2L}}={\frac {2b+a\operatorname {sh} {\displaystyle {\frac {2b}{a}}}}{4\operatorname {sh} {\displaystyle {\frac {b}{a}}}}}}.

## Статические моменты плоской фигуры

### Определения

Статические моменты плоской фигуры

Пусть дана некоторая плоская фигура {\displaystyle AA'B'B} (см. рис.) — криволинейную трапецию, которая ограничена сверху кривой {\displaystyle AB} с явным уравнением неотрицательной функции {\displaystyle y=f(x)}, и по этой фигуре равномерно распределена масса с постоянной поверхностной плотностью {\displaystyle \rho }. Без умаления общности положим {\displaystyle \rho =1}, то есть масса произвольной части фигуры равна её площади, что всегда подразумевается, когда рассматривают статические моменты (или центр тяжести) плоской фигуры.
Вычислим статические моменты {\displaystyle M_{x}} и {\displaystyle M_{y}} криволинейной трапеции относительно осей координат. Рассмотрим произвольный элемент фигуры как бесконечно узкую вертикальную полоску (см. рис.). Аппроксимировав эту полоску прямоугольником, получаем её массу (и площадь) {\displaystyle ydx}. Пусть масса полоски сосредоточена в её центре тяжести, то есть в центре прямоугольника, что не меняет величины статических моментов. Координаты этого центра тяжести {\displaystyle \left(x+{\frac {1}{2}}dx,\,{\frac {1}{2}}y\right)=\left(x,\,{\frac {1}{2}}y\right)}, поскольку {\displaystyle {\frac {1}{2}}dx\cdot ydx} есть бесконечно малая второго порядка. Поэтому получаем следующие элементарные статические моменты:
{\displaystyle dM_{x}={\frac {1}{2}}y^{2}dx,\quad } {\displaystyle dM_{y}=xydx.}
После суммирования этих элементарных моментов получаем статистические моменты
{\displaystyle M_{x}={\frac {1}{2}}\int _{a}^{b}y^{2}\,dx,\quad } {\displaystyle M_{y}=\int _{a}^{b}xy\,dx,}
где {\displaystyle y=f(x)}.
Так же как и в случае статистических моментов кривой, теперь легко получить формулы для координат {\displaystyle x_{0}} и {\displaystyle y_{0}} центра тяжести плоской фигуры. Пусть {\displaystyle S} — площадь (и масса) фигуры, тогда по основному свойству центра тяжести
{\displaystyle Sx_{0}=M_{y}=\int _{a}^{b}xy\,dx,\quad } {\displaystyle Sy_{0}=M_{x}={\frac {1}{2}}\int _{a}^{b}y^{2}\,dx,}
откуда получаем следующие координаты центра тяжести:
{\displaystyle x_{0}={\frac {1}{S}}M_{y}={\frac {1}{S}}\int _{a}^{b}xy\,dx,\quad } {\displaystyle y_{0}={\frac {1}{S}}M_{x}={\frac {1}{2S}}\int _{a}^{b}y^{2}\,dx.}

### Теорема Гульдина
Вторая теорема Гульдина. Объём тела вращения плоской фигуры около некоторой не пересекающей её оси равен произведению площади этой фигуры и длины окружности, которая описана центром тяжести этой фигуры.
Доказательство. Сравним формулу ординаты центра тяжести плоской фигуры
{\displaystyle 2y_{0}S=\int _{a}^{b}y^{2}\,dx}
с формулой тела вращения этой же кривой вокруг некоторой оси
{\displaystyle V=\int _{a}^{b}\pi y^{2}\,dx},
имеем интересное соотношение
{\displaystyle V=2\pi y_{0}S},
которое и доказывает теорему.
Эти формулы справедливы и для такой фигуры, которая ограничена снизу и сверху кривыми соответственно
{\displaystyle y_{1}=f_{1}(x),\quad } {\displaystyle y_{2}=f_{2}(x),}
в этом случае имеем следующие формулы статистических моментов:
{\displaystyle M_{x}={\frac {1}{2}}\int _{a}^{b}(y_{2}^{2}-y_{1}^{2})\,dx,\quad } {\displaystyle M_{y}=\int _{a}^{b}x(y_{2}-y_{1})\,dx.}
Преобразование формул для координат центра тяжести очевидны:
{\displaystyle x_{0}={\frac {1}{S}}M_{y}={\frac {1}{S}}\int _{a}^{b}x(y_{2}-y_{1})\,dx,\quad } {\displaystyle y_{0}={\frac {1}{S}}M_{x}={\frac {1}{2S}}\int _{a}^{b}(y_{2}^{2}-y_{1}^{2})\,dx.}
Поскольку площадь такой фигуры есть
{\displaystyle S=\int _{a}^{b}(y_{2}-y_{1})\,dx},
то вторая теорема Гульдина верна и здесь.

### Примеры

#### Статические моменты и центр тяжести фигуры, ограниченной параболой
Найдём оба статических момента {\displaystyle M_{x}} и {\displaystyle M_{y}}, а также обе координаты {\displaystyle x_{0}} и {\displaystyle y_{0}} центра тяжести плоской фигуры — криволинейной трапеции, которая ограничена сверху параболой {\displaystyle y^{2}=2px}, снизу осью {\displaystyle x} и сбоку прямой, параллельной оси ординат и соответствующей абсциссе {\displaystyle x}. Исходя из уравнения параболы {\displaystyle y={\sqrt {2px}}} и формул
{\displaystyle Sx_{0}=M_{y}=\int _{0}^{x}xy\,dx,\quad } {\displaystyle Sy_{0}=M_{x}={\frac {1}{2}}\int _{0}^{x}y^{2}\,dx,}
получаем следующие выражения для статистических моментов:
{\displaystyle M_{x}={\frac {1}{2}}\int _{0}^{x}2px\,dx={\frac {1}{2}}px^{2}={\frac {1}{4}}y^{2}x,}
{\displaystyle M_{y}=\int _{0}^{x}x{\sqrt {2px}}\,dx={\frac {2}{5}}{\sqrt {2p}}x^{\frac {5}{2}}={\frac {2}{5}}yx^{2}.}
Вычислим площадь криволинейной трапеции:
{\displaystyle S=\int _{0}^{x}{\sqrt {2px}}\,dx={\frac {2}{3}}{\sqrt {2p}}x^{\frac {3}{2}}={\frac {2}{3}}yx.}
Теперь по формулам
{\displaystyle x_{0}={\frac {1}{S}}M_{y},\quad } {\displaystyle y_{0}={\frac {1}{S}}M_{x}}
находим следующие выражения для координат центра тяжести:
{\displaystyle x_{0}={\frac {3}{5}}x,\quad } {\displaystyle y_{0}={\frac {3}{8}}{\sqrt {2px}}={\frac {3}{8}}y.}
По второй теореме Гульдина найдём объём тела вращения данной фигуры вокруг прямой, которой принадлежит правая граница фигуры:
{\displaystyle V=2\pi (x-{\frac {3}{5}}x)S={\frac {8}{15}}\pi x^{2}y.}

#### Центр тяжести фигуры, ограниченной аркой циклоиды и осью абсцисс
Найдём координаты {\displaystyle x_{0}} и {\displaystyle y_{0}} центра тяжести фигуры, ограниченной аркой циклоиды
{\displaystyle x=a(t-\sin t),\quad } {\displaystyle y=a(1-\cos t)}
и осью абсцисс. Поскольку площадь и объём тела вращения данной фигуры около оси абсцисс соответственно равны
{\displaystyle S=3\pi a^{2},\quad } {\displaystyle V=5\pi ^{2}a^{3},}
из соображений симметрии и по второй теореме Гульдина соответственно получаем:
{\displaystyle x_{0}=\pi a,\quad } {\displaystyle y_{0}={\frac {5}{6}}a.}

## Проблема моментов
Проблема моментов — проблема математического анализа по определению свойств
произвольной функции {\displaystyle f(x)} по известным свойствам последовательности её моментов:
{\displaystyle \mu _{k}=\int _{-\infty }^{+\infty }x^{k}f(x)\,dx}.
Эту задачу впервые рассмотрел в 1874 году П. Л. Чебышёв в контексте исследований по теории вероятностей (при попытке доказать центральную предельную теорему). В последствии при рассмотрении этой задачи возникли новые мощные методы математического анализа.